# Caseopsis
Caseopsis — вимерлий рід великих пелікозаврів, довжина яких становила близько 3 метрів. Казеопсис жив у пізню ранньопермську епоху (кунгурський вік), до того, як пелікозаврів замінили більш розвинені терапсиди (у наступну епоху). Це була легка, спритна істота. Можливо, цьому виду вдалося випередити великих хижаків, таких як диметродон, і втекти від них.